# Hyptia
Hyptia är ett släkte av steklar. Hyptia ingår i familjen hungersteklar.

## Dottertaxa tillHyptia, i alfabetisk ordning[1]
- Hyptia amazonica
- Hyptia argenteiceps
- Hyptia bakeri
- Hyptia bicolor
- Hyptia bradleyana
- Hyptia brasiliensis
- Hyptia cameroni
- Hyptia chalcidides
- Hyptia chalcidipennis
- Hyptia crassa
- Hyptia femorata
- Hyptia festiva
- Hyptia floridana
- Hyptia fraudulenta
- Hyptia fuchi
- Hyptia gracilis
- Hyptia guatemalensis
- Hyptia harpyoides
- Hyptia hirsuta
- Hyptia johnsoni
- Hyptia jucunda
- Hyptia libertatis
- Hyptia longistila
- Hyptia lynchi
- Hyptia macgillivrayi
- Hyptia manni
- Hyptia neglecta
- Hyptia nigriventris
- Hyptia oblonga
- Hyptia ocellaria
- Hyptia pallidigena
- Hyptia pauperrima
- Hyptia peruanus
- Hyptia petiolata
- Hyptia pinarensis
- Hyptia poeyi
- Hyptia reticulata
- Hyptia ruficeps
- Hyptia rufipectus
- Hyptia rufipes
- Hyptia rufosignata
- Hyptia rugosa
- Hyptia servillei
- Hyptia similis
- Hyptia soror
- Hyptia spinifera
- Hyptia spinulosa
- Hyptia stimulata
- Hyptia thoracica
- Hyptia weithi